# Исаева, Аида
Аида Исаева (азерб. Aida İsayeva; род. 12 сентября 1973) — азербайджанская легкоатлетка, специалистка по спортивной ходьбе. Выступала за сборную Азербайджана по лёгкой атлетике в 1990-х годах, победительница и призёрка первенств национального значения, действующая рекордсменка страны в ходьбе на 20 км, участница летних Олимпийских игр в Сиднее.

## Биография
Аида Исаева родилась 12 сентября 1973 года.
В 1993 году на соревнованиях в Баку установила национальный рекорд Азербайджана в ходьбе на 3000 метров — 14:32,0.
В 1995 году вошла в состав азербайджанской национальной сборной и, будучи студенткой, отправилась выступать на летней Универсиаде в Фукуоке, где с результатом 53:05 заняла в ходьбе на 10 км 18-е место.
В 1997 году стартовала в ходьбе на 10 км на чемпионате мира в Афинах, на предварительном квалификационном этапе показала время 50:44,62 и в финал не вышла.
В мае 2000 года на соревнованиях в Москве установила ныне действующий национальный рекорд Азербайджана в ходьбе на 20 км — 1:39:58. Выполнив олимпийский квалификационный норматив, удостоилась права защищать честь страны на летних Олимпийских играх в Сиднее, но в итоге сошла с дистанции в дисциплине 20 км.